# جائزة هولندا الكبرى 1974
جائزة هولندا الكبرى 1974 هو سباق فورمولا 1 أقيم بتاريخ 23 يونيو 1974 في حلبة بارك زانتفورت، هولندا. كان الثامن من أصل 15 في بطولة العالم لسباقات الفورمولا واحد موسم 1974. حلّ النمساوي نيكي لاودا أولا بينما جاء السويسري كلاي ريجاتسوني في المركز الثاني وحصل على المركز الثالث البرازيلي إيمرسون فيتيبالدي.